# The Intimate Stranger
The Intimate Stranger is een Britse dramafilm uit 1956 onder regie van Joseph Losey en Alec C. Snowden.

## Verhaal
De Amerikaanse regisseur Reggie Wilson is naar Groot-Brittannië geëmigreerd. Daar wil hij een nieuwe carrière uitbouwen. Hij krijgt aldoor dreigbrieven van een vrouw uit Newcastle, die beweert zijn oude maîtresse te zijn. Die brieven kunnen behalve de carrière van Reggie ook zijn huwelijk om zeep helpen. Hij wil niet dat zijn werkgever lucht krijgt van de chantage en hij reist daarom met zijn vrouw naar Newcastle. Reggie herkent de maîtresse niet, maar ze weet wel zijn vrouw te overtuigen. Hij gaat aan zijn verstand twijfelen.

## Rolverdeling
| Acteur                | Personage       |
| --------------------- | --------------- |
| Richard Basehart      | Reggie Wilson   |
| Mary Murphy           | Evelyn Stewart  |
| Constance Cummings    | Kay Wallace     |
| Roger Livesey         | Ben Case        |
| Faith Brook           | Lesley Wilson   |
| Mervyn Johns          | Ernest Chaple   |
| Vernon Greeves        | George Mearns   |
| André Mikhelson       | Steve Vadney    |
| David Lodge           | Brigadier Brown |
| Basil Dignam          | Dr. Gray        |
| Grace Denbigh Russell | Mevrouw Lynton  |